# Velké Karlovice
Velké Karlovice é uma comuna checa localizada na região de Zlín, distrito de Vsetín.